# Ekonomiåret 1948

## Händelser
- April - Bensin ransoneras i Sverige.[1]

- 14 maj - minnessedeln "Gustav V 90 år" utges, Sveriges riksbank

## Födda
- 15 februari - Bernd Pischetsrieder, tysk ingenjör och företagsledare.
- 24 augusti - Sauli Niinistö, finländsk politiker, justitieminister 1995-1996, finansminister 1996-2003, vice VD för Europeiska investeringsbanken från 2003.